# (3924) Birch
(3924) Birch es un asteroide perteneciente al cinturón de asteroides, descubierto el 11 de febrero de 1977 por Charles Thomas Kowal junto con Edward L. G. Bowell desde el observatorio del Monte Palomar, Estados Unidos.

## Designación y nombre
Designado provisionalmente como 1977 CU. Fue nombrado Birch en honor al astrónomo australiano Peter V. Birch.